# FVWM95
FVWM95 es un gestor de ventanas para X Window System basado en el popular FVWM2. Es similar al FVWM original, pero está diseñado para presentar específicamente el aspecto de Windows 95.
FVWM95 fue en su momento uno de los gestores de ventanas más populares; por ejemplo, Red Hat Linux 5.0 lo usaba como predeterminado. Ya no es tan popular (y tampoco está bien mantenido), pero se sigue usando.
Un gestor de ventanas similar es QVWM.

## Características
- Apariencia similar a la de Windows 95.
- Barra de tareas para cambiar rápidamente entre ventanas.
- Permite escritorios virtuales.
- La mayoría de las características de FVWM2 (no se podrán incluir capacidades más recientes).
- Escrito en el lenguaje de programación C.